# Lieberose
Lieberose (niedersorbisch Luboraz) ist eine Landstadt im Landkreis Dahme-Spreewald in Brandenburg. Sie wird vom Amt Lieberose/Oberspreewald mit Sitz in der Gemeinde Straupitz (Spreewald) verwaltet.

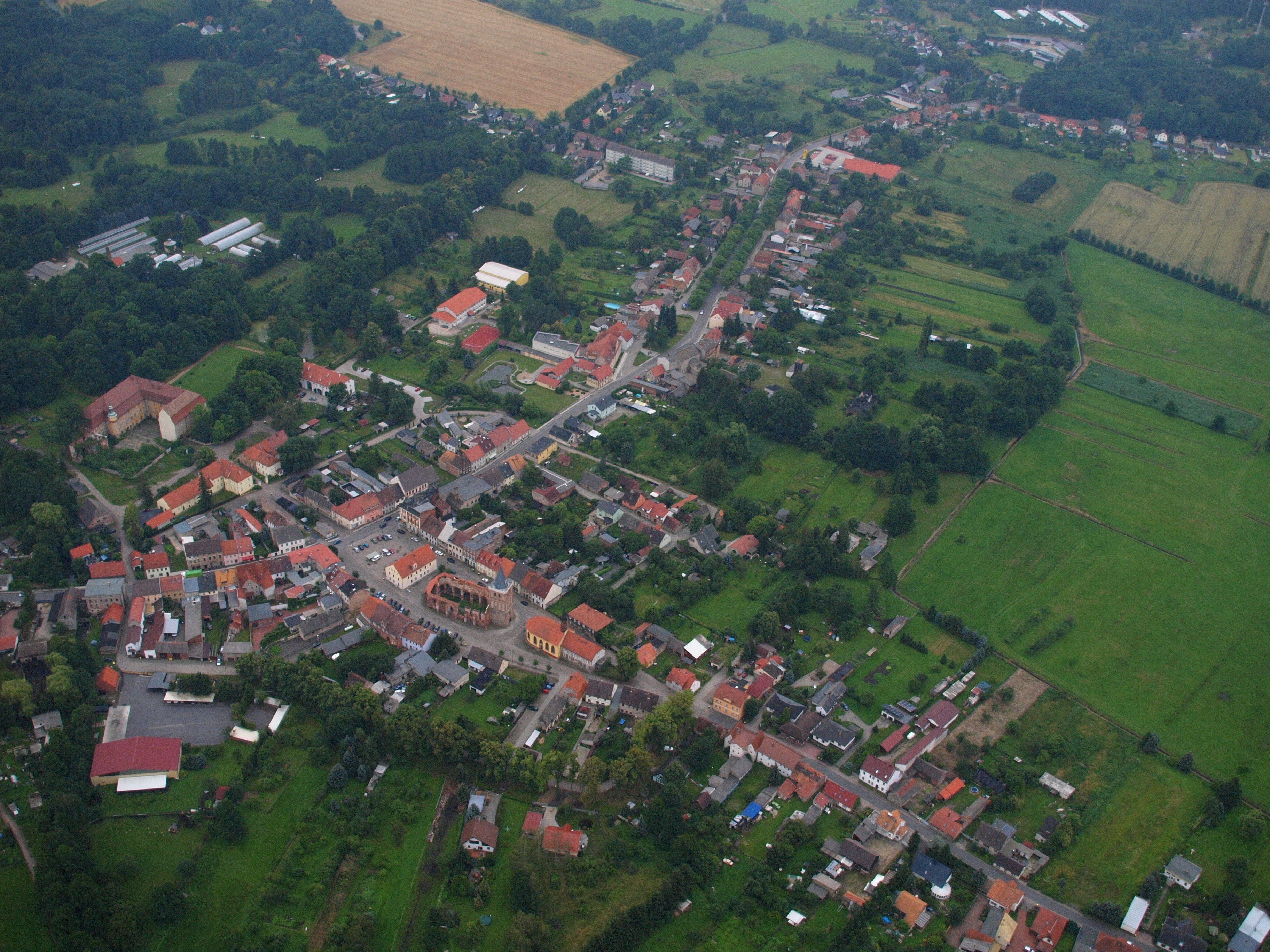
Lieberose aus der Vogelperspektive

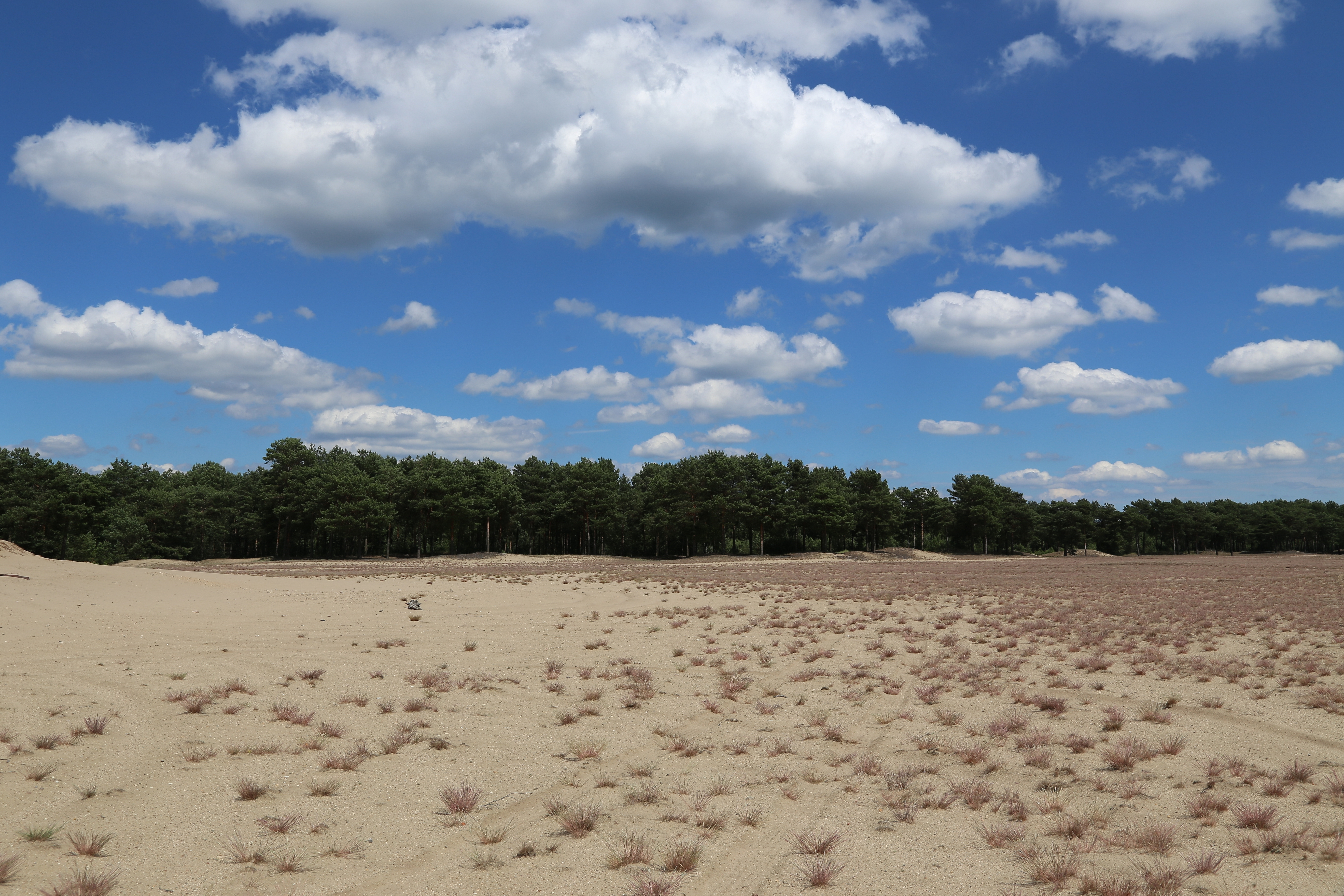
Südlich der Stadt gelegene Lieberoser Wüste

## Geografie
Lieberose liegt circa 30 Kilometer nördlich von Cottbus inmitten einer sehr unterschiedlichen Waldlandschaft: während im Westen der Spreewald mit seiner Lagunen-, Sumpf- und Kanallandschaft mit Erlenwaldgesellschaften anschließt, grenzt im Osten das von Eichen und Buchen geprägte Schlaubetal. Südlich liegt innerhalb der Lieberoser Heide der mit rund 25.000 Hektar größte ehemalige Truppenübungsplatz der DDR (davon sind allerdings nur rund 4.000 ha „echte“ Übungsflächen, der überwiegende Teil sind naturnah bewirtschaftete Kiefernwälder). Hier finden sich vor allem Kiefernwaldgesellschaften des (eiszeitlichen) Sanders, sowie auf den ehemaligen Schießbahnen alle Formen von Wiederbewaldung, Sukzession etc., die nach einer derartigen Waldverwüstung typisch sind: angefangen von Sandoffenlandschaften – mit der Lieberoser Wüste als der größten Wüste Deutschlands –, Silbergrasfluren, Calluna-Heiden, Sandheiden, Besenginsterfluren, Birken-Vorwälder etc. und entsprechend eine einzigartige Vielfalt von Biotopen. Im Gebiet sind viele „Rote-Liste“-Arten Brandenburgs zu finden. 142 der vorzufindenden Pflanzenarten gelten als gefährdet, darunter 16 als vom Aussterben bedroht. See- und Fischadler, Wiedehopf, Raufußkauz, Eisvogel, Bekassine und Ziegenmelker sind nur einige der in und um Lieberose lebenden Vogelarten. Das Gelände des ehemaligen Truppenübungsplatzgebietes ist durch von sowjetischen Truppen hinterlassene Munitionsreste kontaminiert, kann aber auf zahlreichen geführten Wanderungen vor allem der Forstverwaltung, aber auch der Stiftung Naturlandschaften Brandenburg erkundet werden.
Im Naturschutzgebiet Stockshof – Behlower Wiesen zu Lieberose sind zahlreichen Tier- und Pflanzenarten vertreten, darunter der vom Aussterben bedrohte Europäische Laubfrosch, seltene „Eremiten“ sowie sonstige Alt- und Totholzspezialisten. Der Stockshof ist ein Buchen-Eichen-Waldrelikt in der ansonsten waldfreien Schmelzwasserrinne zum Schwielochsee. Hier befindet sich das „Alte Schloss“, ein bronzezeitlicher Ringwall.

## Stadtgliederung
Die Hauptsatzung der amtsangehörigen Stadt Lieberose weist vier Ortsteile aus:
- Blasdorf
- Doberburg (bis 25. November 1937 Dobberbus)[4]
- Goschen (bis 2. November 1937 Goschzschen)[4]
- Trebitz

Bewohnte Gemeindeteile sind Behlow, Hollbrunn und Münchhofe.
Wohnplätze sind Baroldmühle, Damme, Friedrichshöhe, Hilles Ansiedlung, Schweizerhaus und Stockshof

## Geschichte

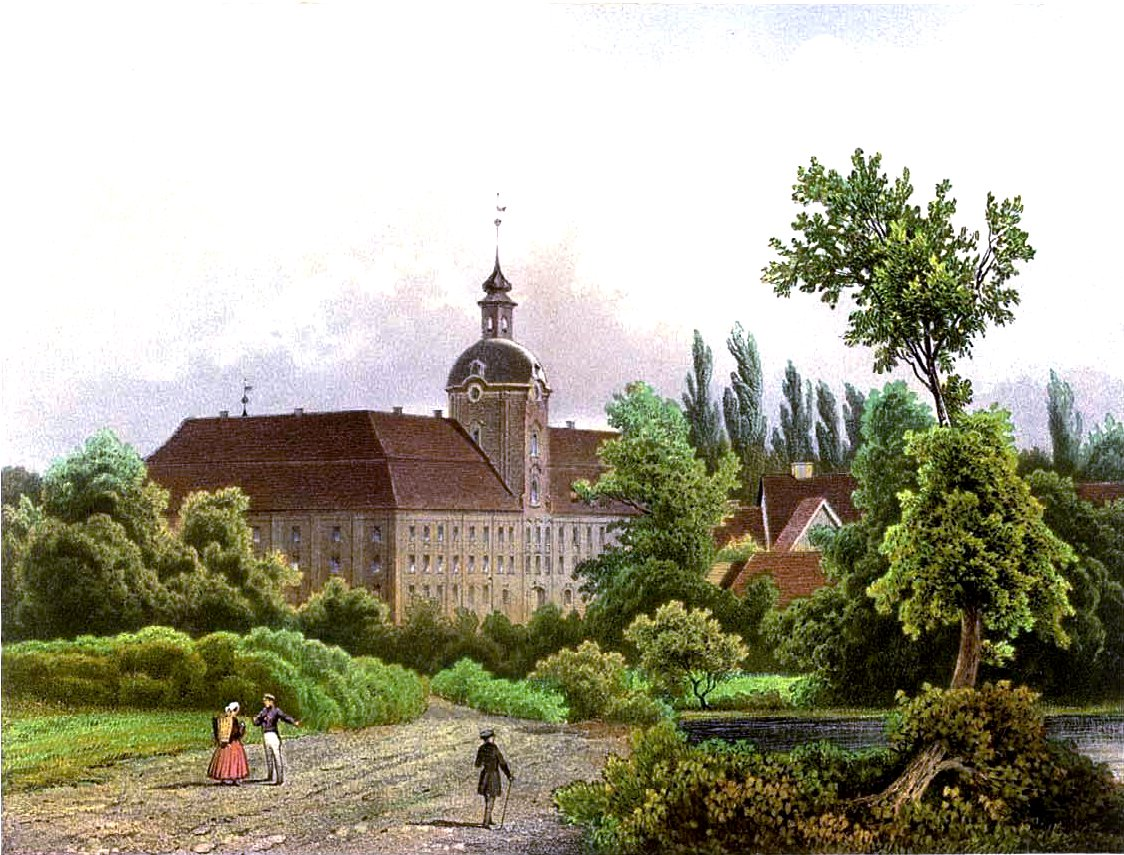
Schloss Lieberose um 1861/62, Sammlung Alexander Duncker

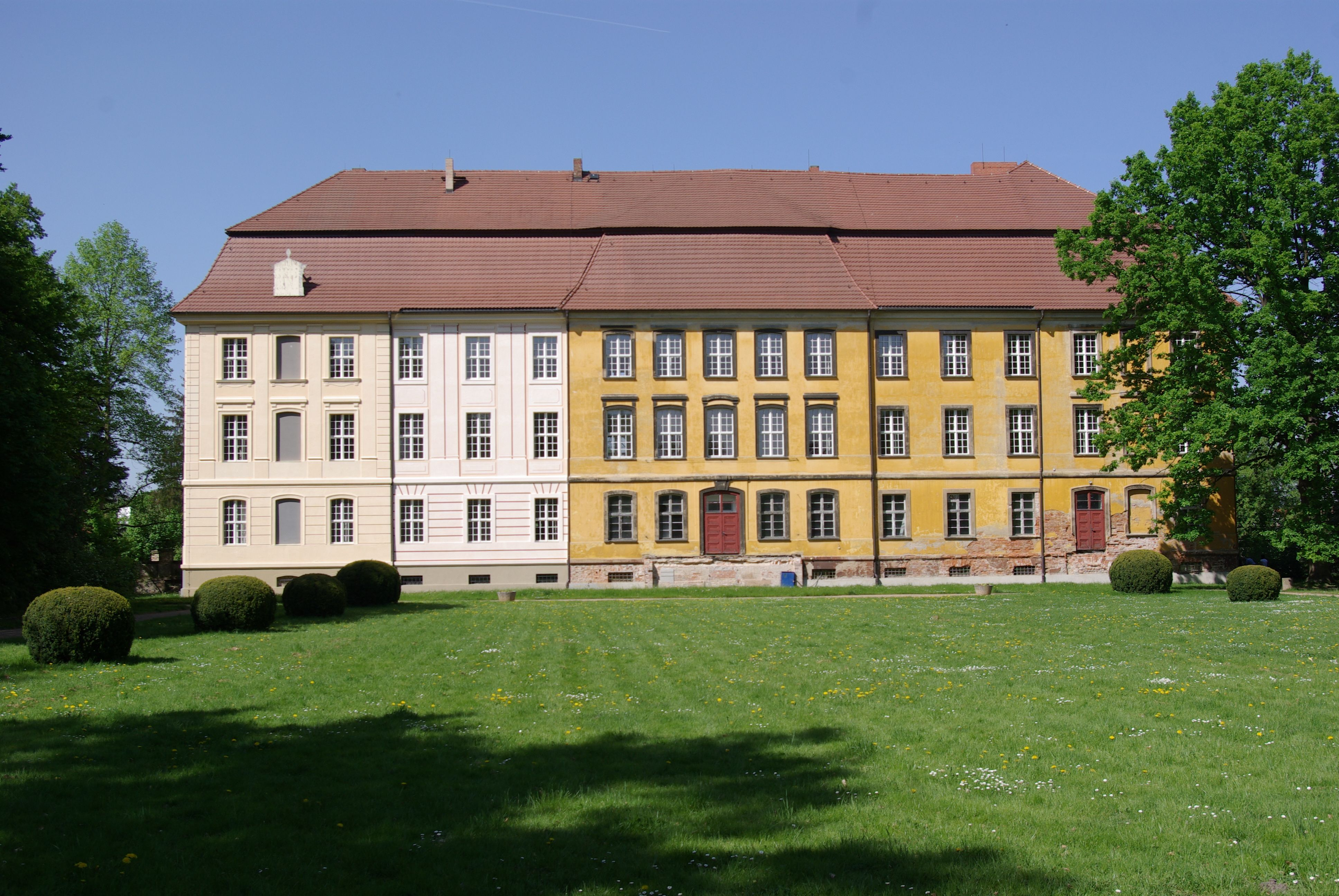
Schloss

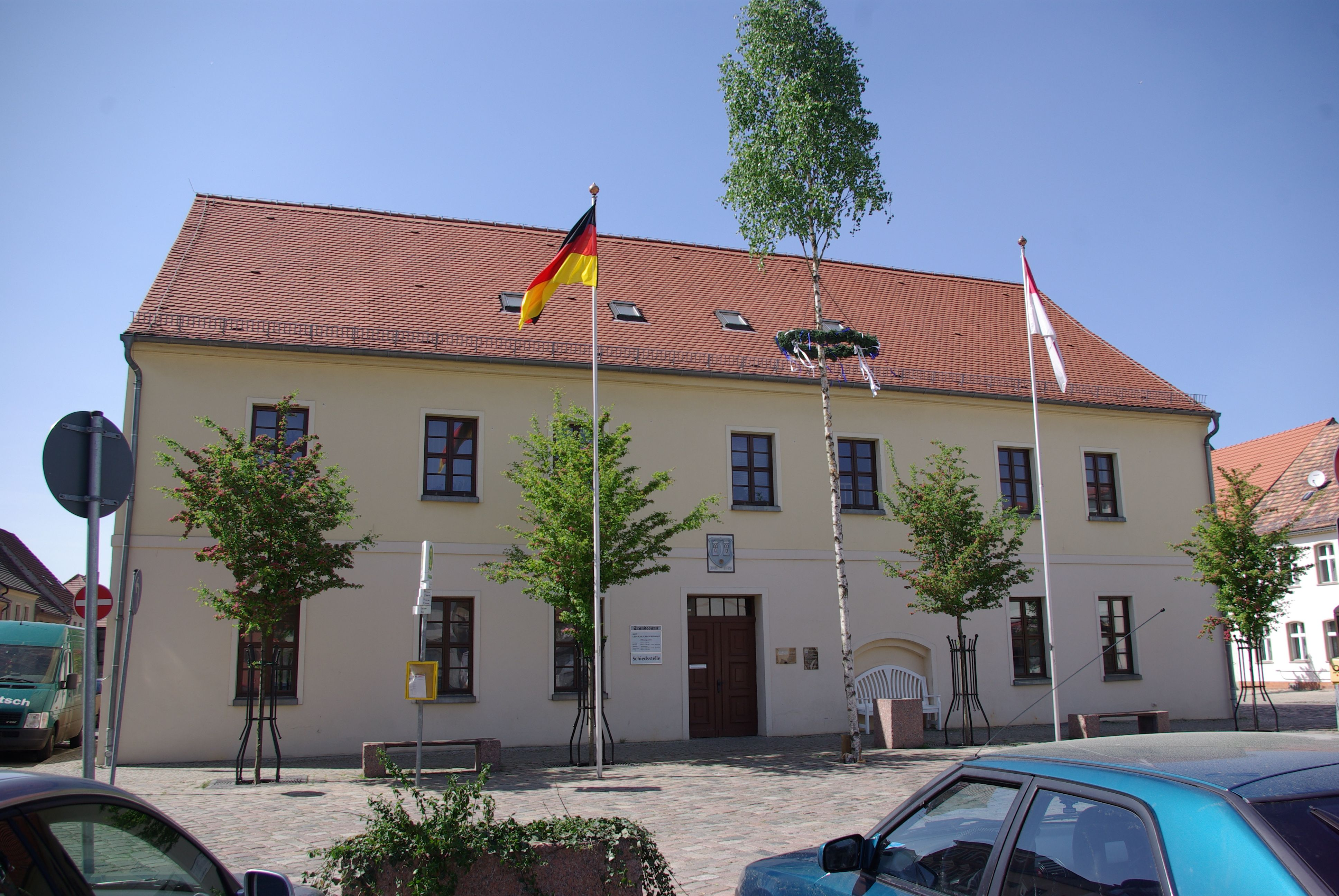
Rathaus

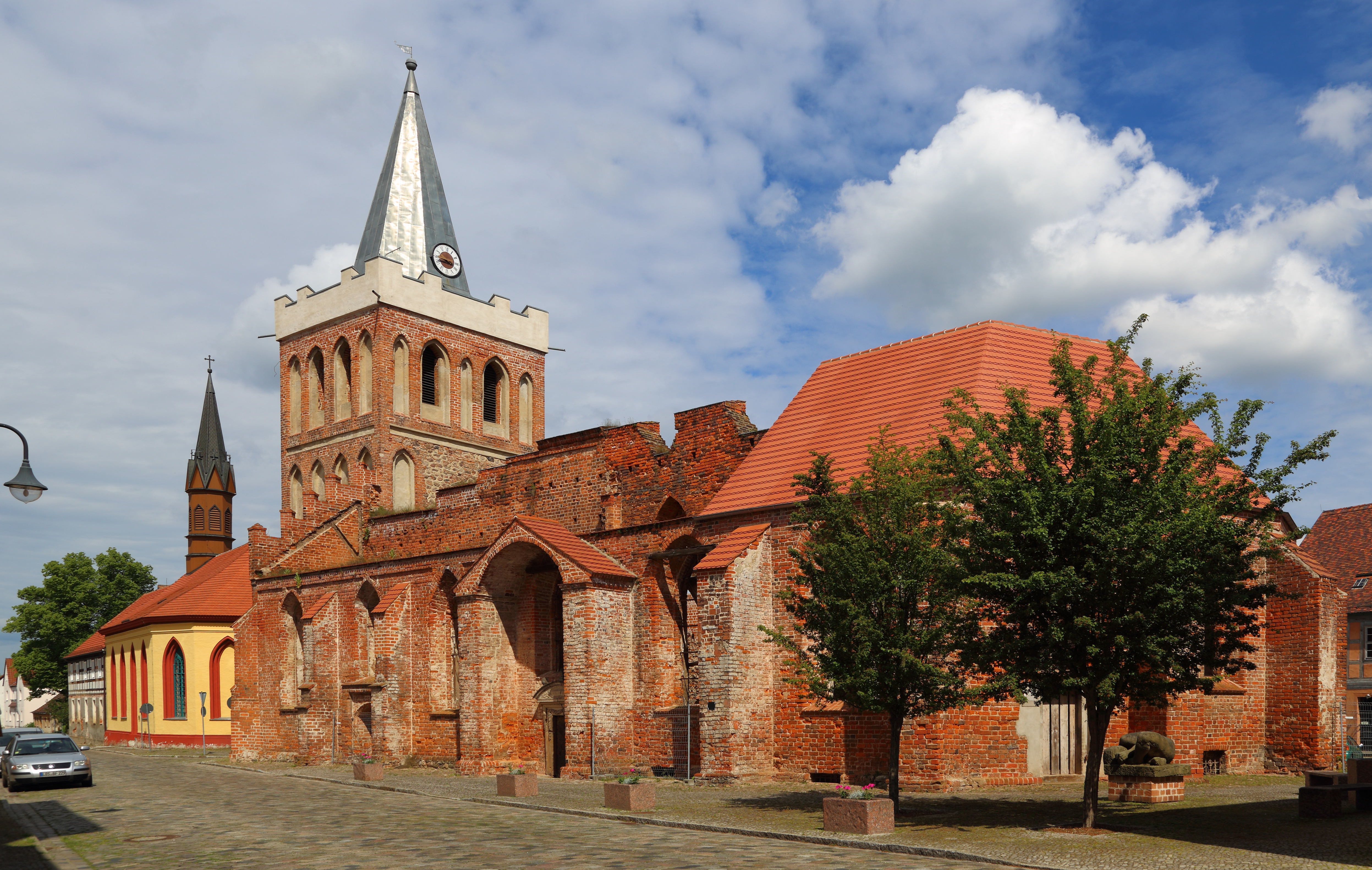
Stadtkirche (vorn) und Landkirche

Die früheste Erwähnung einer Schutzburg stammt aus dem Jahr 1301. Unter dem Schutz der Burgherren hatte sich schon vorher eine wendische Siedlung entwickelt.
Im hiesigen slawisch besiedelten Gebiet, das im 10. Jahrhundert an das Reich Ottos I. gefallen war, wurde eine deutsche Kolonistensiedlung angelegt, die 1272 beziehungsweise 1295 urkundlich erwähnt wird (Lubraz beziehungsweise „Luberase“ war die damalige Schreibweise). Am 29. November 1302 bestätigte Markgraf Dietrich IV. die Rechte und Privilegien der Gemarkung Lieberose und verlieh dem Ort das Stadtrecht.
Lieberose unterstand in der Folgezeit mehreren Herrschaften und wurde am 11. November 1519 von den Brüdern Jakob und Richard von der Schulenburg erworben. Dieses aus der Altmark stammende Geschlecht, dessen Zweig Haus Lieberose aus dem Schwarzen Stamm bis zum Ende des Zweiten Weltkriegs hier saß, prägte die Geschichte der Kleinstadt 400 Jahre lang. Unter den Schulenburgs stieg die Herrschaft zur Standesherrschaft Lieberose auf, die Sitz und Stimme in der Herrenkurie der Landtage der Markgrafschaft Niederlausitz hatte, die zu den Ländern der Böhmischen Krone gehörte. Unmittelbare Lehnsherren der Herrschaft Lieberose waren bis 1848 die böhmischen Grafen Sternberg. In den Stiftsmatrikeln des Bistums Meißen von 1346 und 1495 wird Lieberose an fünfter Stelle aller wichtigen Lausitzer Städte gezählt. 1505 hatten die Schulenburg bereits die Herrschaft Lübbenau und Neu Zauche erworben, die 1560 durch Erbschaft mit Lieberose zusammenfielen, 1578 wurde die Herrschaft Straupitz gekauft. Nach weiteren Zukäufen und Erbteilungen fiel der gesamte Niederlausitzer Besitz der Schulenburg 1601 an Joachim VII., der allerdings durch seine aufwändige Hofhaltung einen Schuldenberg anhäufte. 1615 veräußerte er seine Besitzungen in der Altmark und Pommern sowie Straupitz, 1619 übernahmen die Gläubiger von seiner Witwe auch Lübbenau und Neu Zauche. Die Herrschaft Lieberose konnte jedoch durch die Wirren des Dreißigjährigen Krieges gehalten werden.
In der zweiten Hälfte des 18. Jahrhunderts besaß Lieberose den Charakter einer kleinen Residenzstadt, geprägt vom Schloss der Standesherren von der Schulenburg. Bis zu den Befreiungskriegen war Lieberose unter sächsischer Hoheit und in der Lage und Pflicht, den sächsischen König und seinen Hof aufzunehmen. Nach dem Wiener Kongress kam es an Preußen. 1816 wurden die Herren von der Schulenburg-Lieberose in den Grafenstand erhoben und trugen teils die Titulatur eines Landesältesten der Niederlausitz.
1759 versammelte Friedrich der Große in der Nähe von Lieberose sein neues, zuvor bei Kunersdorf geschlagenes Heer, um nach einer Verfolgung die russischen und österreichischen Truppen in Schlesien zu schlagen. Den „Friedrichstein“, der den Sammelpunkt markiert, steht am Weg zwischen Behlow und Goschen.
Bis zu Beginn des 19. Jahrhunderts wurde in Lieberose und vor allem in den umliegenden eingepfarrten Dörfern noch niedersorbisch (wendisch) gesprochen. Mit der Abschaffung des wendischen Gottesdienstes wechselte auch die Dorfbevölkerung allmählich zum Deutschen.
Anfang des 20. Jahrhunderts befand sich in Lieberose mit einer Gesamtfläche von 130 km² – davon 113 km² Forst und Fischerei – einer der bedeutendsten Forstbetriebe der Provinz Brandenburg mit einem Sägewerk und einer Dampfziegelei. Anschluss an das Bahnnetz bestand über den Bahnhof Lieberose (1958 umbenannt in Bahnhof Jamlitz) und über die Spreewaldbahn, die ab dem Abzweig Byhlen nach Lieberose führte.
Während der NS-Herrschaft errichtete die SS 1943 das KZ Lieberose. Es war ein Außenlager des KZ Sachsenhausen, und die Insassen sollten den „größten Truppenübungsplatz der deutschen Waffen-SS in Europa“ (Himmler) errichten. 1943 forderte die SS von Graf Albrecht von der Schulenburg 8000 Hektar Forst zur Erweiterung ihres Truppenübungsplatzes „Kurmark“ und drohte mit Enteignung. Auch sollte der Graf freiwillig Schloss Lieberose verlassen und seine Herrschaft verkaufen, was er jedoch bis Kriegsende durch Verhandlungen hinausschob. Danach wurde sein Besitz von der späteren DDR entschädigungslos enteignet.
Im November 1943 wurden die ersten Häftlinge aus dem KZ Sachsenhausen nach Jamlitz überstellt. Sie wurden zum Ausbau des Außenlagers Lieberose eingesetzt. Im Frühjahr 1944 trafen weitere Häftlingstransporte aus den Lagern KZ Auschwitz-Birkenau und KZ Groß-Rosen ein. Zunächst handelte es sich um ungarische und polnische Juden. Unter unmenschlichen Arbeits- und Lebensbedingungen errichteten sie die Anlagen des Truppenübungsplatzes. 1.342 marschunfähige Häftlinge wurden von der SS ermordet, die anderen Häftlinge auf einen Todesmarsch ins Hauptlager nach Sachsenhausen gebracht, wo 400 von ihnen getötet wurden. 1945 wurde das KZ Lieberose aufgelöst und die restlichen Überlebenden ins KZ Mauthausen geschickt.
Seit 2003 besteht vor Ort eine Dokumentationsstätte mit Ausstellung. Sie wurde im April 2018 um einen Gedenkort für jene 1.342 Häftlinge erweitert, die die SS Anfang Februar 1945 noch vor dem Todesmarsch nach Sachsenhausen ermordete.
Lieberose sollte im Dritten Reich zur Garnisonsstadt ausgebaut werden, weshalb es zum Ziel für alliierte Bomber wurde. Zeitzeugen berichten, dass Lieberose am Ende des Zweiten Weltkriegs kampflos übergeben werden sollte. Der Verantwortliche des Lieberoser Volkssturms, Passing, hisste zu diesem Zweck die weiße Fahne auf dem Schlossturm. Trotzdem kam es zu Kampfhandlungen, in deren Verlauf die Stadtkirche und das Schloss beschädigt worden sind.
Die sowjetischen Besatzungstruppen unterhielten nach Kriegsende in Jamlitz ein vom Geheimdienst NKWD kontrolliertes Internierungslager, das Speziallager Nr. 6 Jamlitz. Neben Männern waren auch Frauen und Kinder unter katastrophalen Bedingungen inhaftiert. Bis 1990 als Tabu verschwiegen, konnte erst nach dem Ende der DDR eine Gedenkstätte zum Speziallager eingerichtet werden.
Verwaltungsgeschichte
Lieberose gehörte seit 1816 zum Kreis Lübben (Spreewald) in der Provinz Brandenburg und ab 1952 zum Kreis Beeskow im DDR-Bezirk Frankfurt (Oder). Seit 1993 liegt die Stadt im brandenburgischen Landkreis Dahme-Spreewald.
Der Ort Trebitz wurde am 1. Mai 1997 eingemeindet. Blasdorf folgte am 29. Dezember 1997. Doberburg kam am 26. Oktober 2003 hinzu.

## Bevölkerungsentwicklung
| Jahr | Einwohner |
| ---- | --------- |
| 1875 | 1.899     |
| 1890 | 1.811     |
| 1910 | 1.777     |
| 1925 | 1.664     |
| 1933 | 1.733     |
| 1939 | 1.665     |

| Jahr | Einwohner |
| ---- | --------- |
| 1946 | 2 495     |
| 1950 | 2 407     |
| 1964 | 1.830     |
| 1971 | 1.755     |
| 1981 | 1.598     |
| 1985 | 1.542     |

| Jahr | Einwohner |
| ---- | --------- |
| 1990 | 1.545     |
| 1995 | 1.488     |
| 2000 | 1.644     |
| 2005 | 1.613     |
| 2010 | 1.485     |
| 2015 | 1.379     |

| Jahr | Einwohner |
| ---- | --------- |
| 2020 | 1.371     |
| 2021 | 1.340     |
| 2022 | 1.316     |
| 2023 | 1.326     |
| 2024 | 1.330     |

Gebietsstand des jeweiligen Jahres, Einwohnerzahl: Stand 31. Dezember (ab 1991), ab 2011 auf Basis des Zensus 2011, ab 2022 auf Basis des Zensus 2022

## Politik

### Stadtverordnetenversammlung
Die Stadtverordnetenversammlung von Lieberose besteht aus 10 Stadtverordneten und der ehrenamtlichen Bürgermeisterin. Die Kommunalwahl am 9. Juni 2024 führte bei einer Wahlbeteiligung von 73,0 % zu folgendem Ergebnis:
| Partei / Wählergruppe          | Stimmenanteil 2019 | Sitze 2019 |        | Stimmenanteil 2024 | Sitze 2024 |
| ------------------------------ | ------------------ | ---------- | ------ | ------------------ | ---------- |
| Freie Liste Lieberose          | 24,6 %             | 2          | 47,5 % | 5                  |            |
| Bündnis Zukunft Lieberose      | 52,8 %             | 6          | 30,2 % | 3                  |            |
| Aufbruch Neue Zeit             | –                  | –          | 22,3 % | 2                  |            |
| Die Linke                      | 12,2 %             | 1          | –      | –                  |            |
| Alternative für Lieberose      | 08,3 %             | 1          | –      | –                  |            |
| Einzelbewerber Tobias Küchholz | 02,1 %             | –          | –      | –                  |            |
| Insgesamt                      | 100 %              | 10         | 100 %  | 10                 |            |

### Bürgermeisterin
- 1993–2008: Kerstin Michelchen[17]
- 2008–2012: Manfred Lischeski († 2012)[18]
- 2012–2016: Astrid Burisch[19]
- 2016–2019: Kerstin Michelchen (Freie Liste Lieberose)[17]
- 2019–2024: Petra Dreißig (Bündnis Zukunft Lieberose)[20]
- seit 2024: Kerstin Michelchen (Freie Liste Lieberose)

Michelchen wurde bei der Bürgermeisterwahl am 9. Juni 2024 bei einer Gegenkandidatin mit 51,9 % der gültigen Stimmen gewählt. Ihre Amtszeit beträgt fünf Jahre.

### Wappen
Das Wappen wurde am 15. Februar 1993 genehmigt.
Blasonierung: „In Blau über einer roten Rose im Schildfuß ein gestürztes silbernes Sensenblatt begleitet von zwei schwebenden silbernen Zinnentürmen ohne Tore.“

### Städtepartnerschaften
- Rychwał (seit 2021)[24]

## Sehenswürdigkeiten

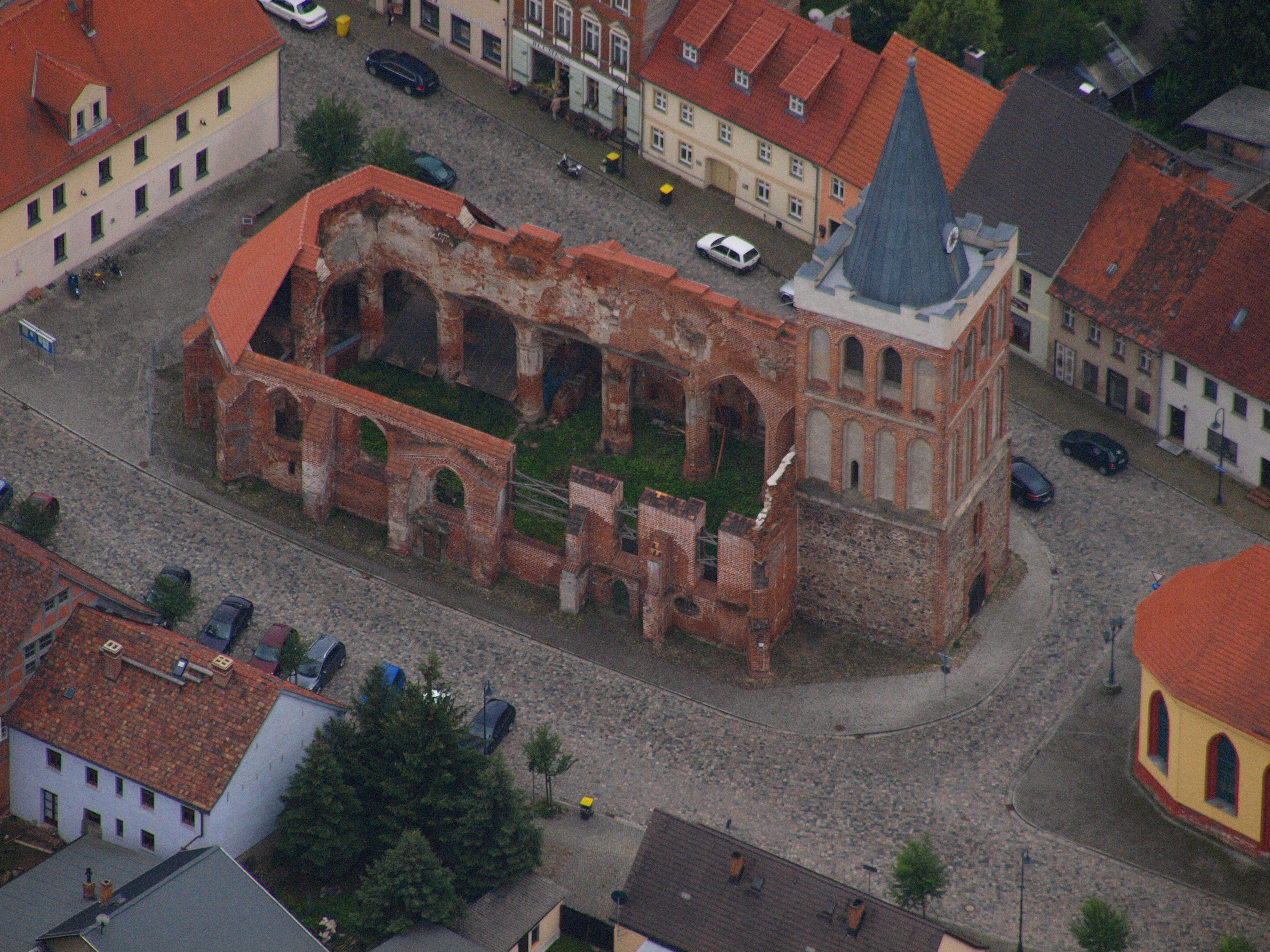
Im Zweiten Weltkrieg zerstörte Stadtkirche in Lieberose

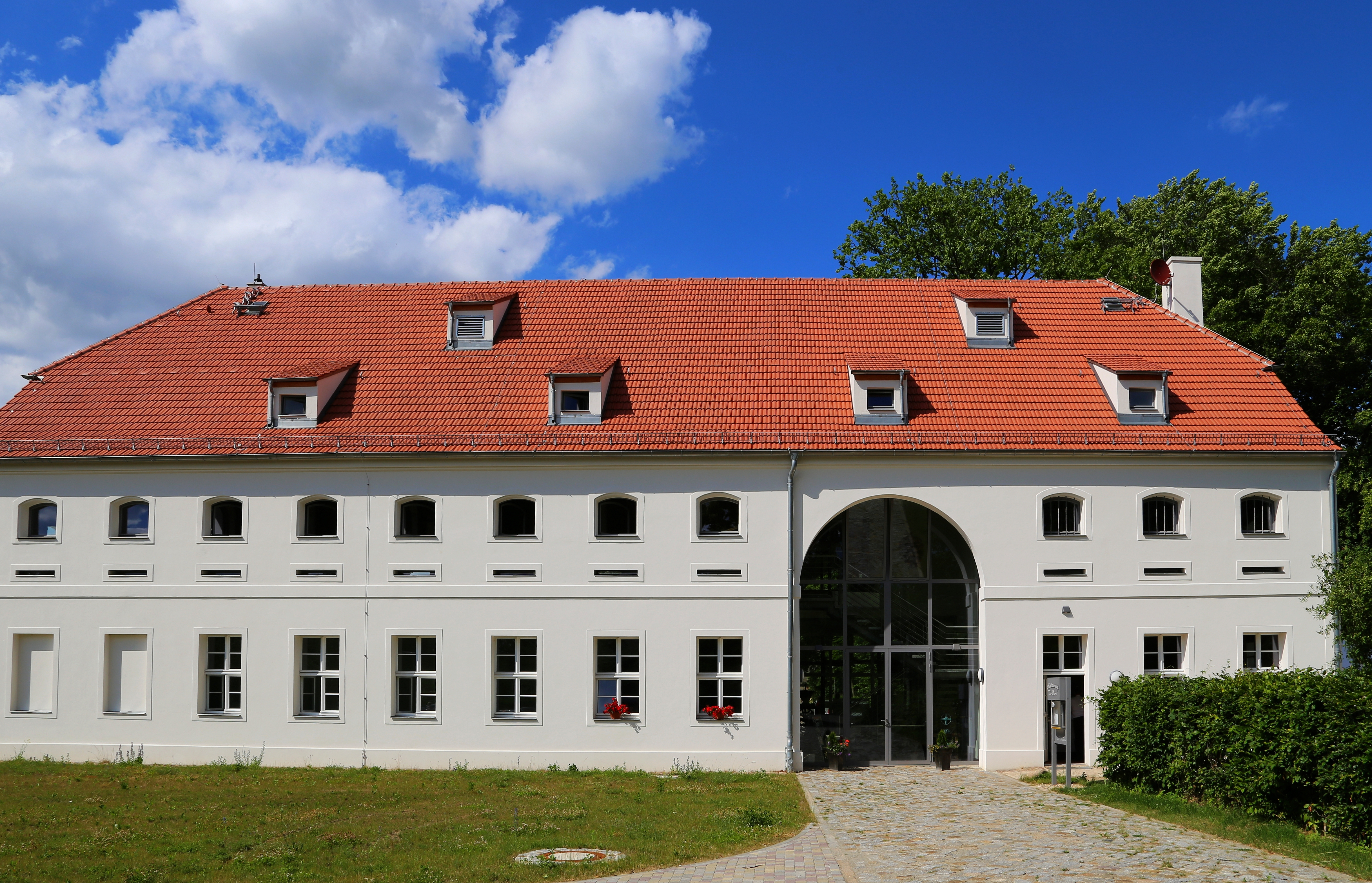
Bürgerzentrum und Museum „Darre“

- Landkirche, neugotische Saalkirche, erbaut 1825/26 an der Stelle einer wendischen Kirche. Im Inneren sind einige Ausstattungsstücke aus der zerstörten Stadtkirche integriert worden.
- Stadtkirche, erbaut im 15./16. Jahrhundert im gotischen Stil. Sie ist seit ihrer Zerstörung am Ende des Zweiten Weltkriegs 1945 Ruine. Der Turm ist fast unbeschädigt erhalten.
- Vierflügeliges Barockschloss ehemals derer von Schulenburg, um 1750 errichtet, hervorgegangen aus einer Wasserburg aus dem 14. Jahrhundert, wurde bei Kampfhandlungen mit der Roten Armee Ende des Zweiten Weltkriegs teilweise zerstört. Der Rest des beschädigten Schlossflügels wurde zur Gewinnung von Baumaterial für „Neubauern“ abgerissen – was bald aufgrund der immensen Kosten und des kaum verwertbaren Materials wieder aufgegeben wurde. Der Schlossturm stürzte 1975 wegen Baufälligkeit ein. Da das Schloss mittels Eichenpfählen auf modrigen Grund erbaut wurde und der Grundwasserspiegel auf Grund der in dieser Gegend vorkommenden Kohletagebaue absank, litten die Eichenpfähle derart stark, dass sie das Gewicht des Turmes nicht mehr tragen konnten. Zudem fehlte der abgerissene Schlossflügel, der den freistehend erbauten Turm nun nicht mehr stützte.
- Schlosspark, fast 50 ha großer Landschaftspark, der in den vergangenen Jahren wiederhergestellt wurde
- Alte Darre des Schlosses, 2009 bis 2011 restauriert beziehungsweise neu aufgebaut. Seit der Einweihung 2012 dient sie als Bürgerzentrum der Stadt. In dem Gebäude sind nun die Tourist-Information, ein Darre- und Forstmuseum, ein Bürgersaal und das Restaurant „Zur Darre“ untergebracht.
- Kursächsische Postdistanzsäule
- Ausstellung zur Stiftung Naturlandschaften (in der Oberförsterei Lieberose)
- Mahnmal von 1973 für die KZ-Opfer an der Straße über Jamlitz nach Guben mit Gedenkwand und Ringgrab, siehe auch KZ Lieberose
- Wassermühle Doberburg

## Wirtschaft und Infrastruktur

### Wirtschaft

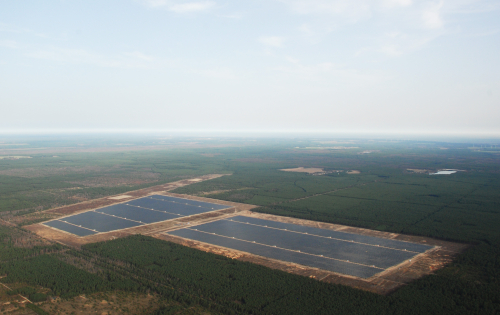
Solarpark Lieberose

Lieberose ist als ehemaliges Ackerbürgerstädtchen stark von der Land- und Waldwirtschaft geprägt. Nennenswerte Gewerbeansiedlungen haben seit 1990 nicht stattgefunden, so dass in der Stadt nur eine geringe Beschäftigungsquote existiert. Größter Arbeitgeber sind – immer noch – die zahlreichen Forst- und Forstnebenbetriebe: die Forstverwaltung, größere Waldbesitzer, Holzeinschlags- und Transportfirmen.
Im August 2009 wurde in der Nähe von Lieberose der Solarpark Lieberose eröffnet, der mit einer Leistung von 53.000 kW das größte Solarkraftwerk Deutschlands darstellt. Seit dem 14. Oktober 2009 ist das Solarkraftwerk mit seiner vollen Leistung am Netz und kann so rund 15.000 Haushalte mit Strom versorgen.

### Verkehr
In Lieberose kreuzen sich die Bundesstraßen B 168 von Beeskow nach Cottbus und B 320 von der B 87 nordöstlich von Lübben nach Guben.
Der von der Stadt fünf Kilometer entfernt liegende ehemalige Bahnhof Lieberose an der im Dezember 1998 eingestellten Bahnstrecke Cottbus–Frankfurt (Oder) und an der Spreewaldbahn wurde 1958 in Jamlitz umbenannt. Lieberose Stadt und Blasdorf waren weitere Bahnhöfe an der Spreewaldbahn.

## Persönlichkeiten

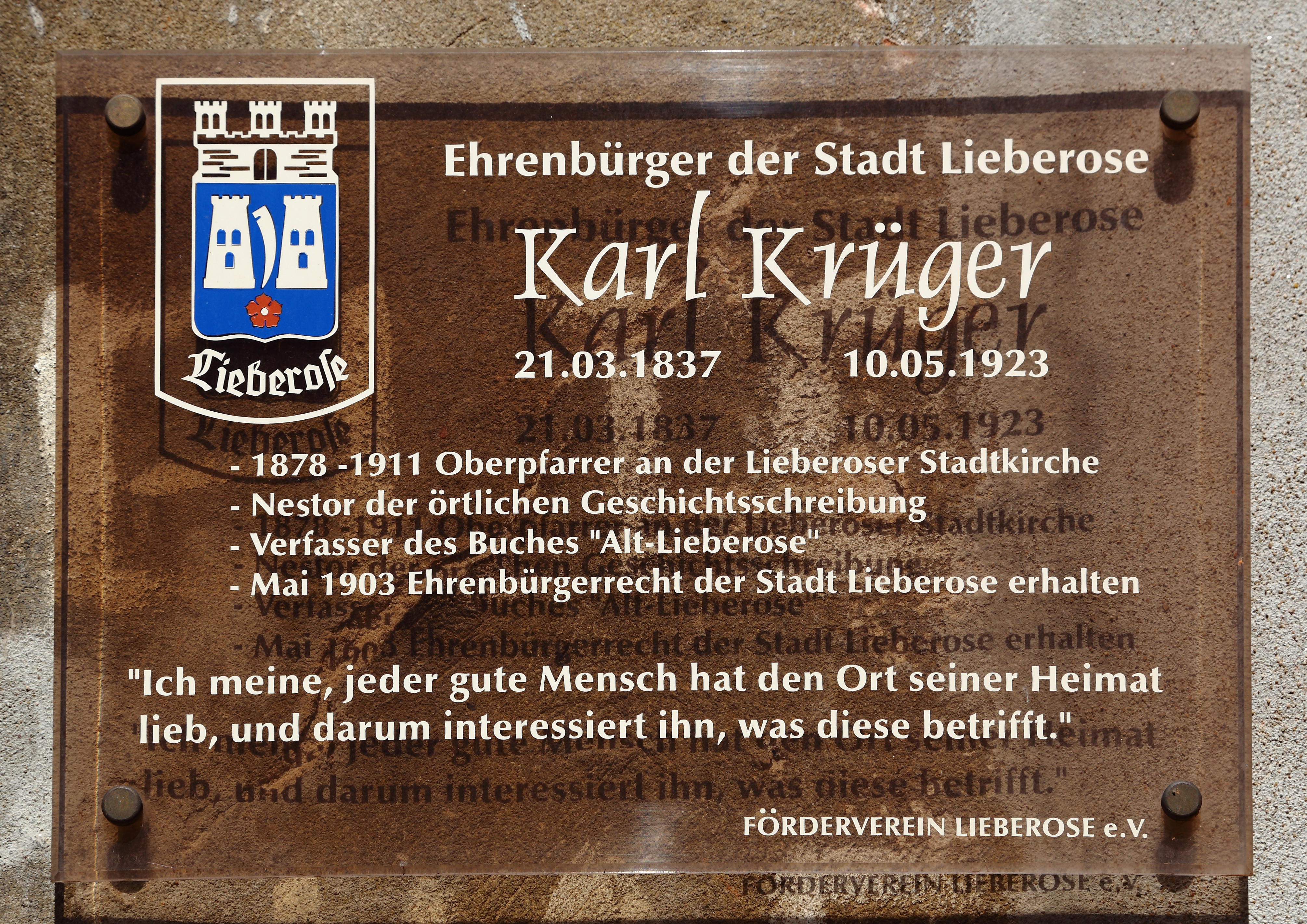
Gedenktafel für Pfarrer Karl Krüger

### Ehrenbürger
- Karl Krüger (1837–1923), evangelisch-lutherischer Pfarrer und Heimatforscher, 1903 zum Ehrenbürger ernannt
- Julius Haevecker (1867–1935), Apotheker und Heimatforscher, 1911 zum Ehrenbürger ernannt

### Söhne und Töchter der Stadt
- Heinrich Joachim von der Schulenburg (1610–1665), letzter Landvogt der Niederlausitz
- Georg Krüger (1642/43–1707), Pädagoge, Pfarrer und Hofastronom
- Michael Friedrich Erdmann Heym (1761–1842), Bürgermeister von Guben und Landesältester der Niederlausitz
- August Rublack (1787–1854), Bühnenschriftsteller und Arzt
- Xaver von Kleist (1798–1866), preußischer Großgrundbesitzer
- Albert Heym (1808–1878), Pfarrer, Seelsorger der letzten vier preußischen Könige
- Wilhelm Hahn (1844–1914), Lehrer
- Dietrich von der Schulenburg (1849–1911), Politiker, 1887–1899 Landrat des Kreises Lübben
- Sigrid von der Schulenburg (1885–1943), Philosophin und Schriftstellerin
- Joachim Auth (1930–2011), Physiker, Hochschullehrer
- Hans-Jürgen Bloch (* 1936), Hörspielautor
- Siegfried Lehmann (* 1955), Politiker (Bündnis 90/Die Grünen)
- Frank Lehmann (* 1959), Fußballspieler
- Andreas Trunschke (* 1959), Politiker (Die Linke)
- Michael Müller (* 1962), Forstwissenschaftler

### Mit Lieberose verbundene Persönlichkeiten
- Hans Georg von der Schulenburg (1645–1715), Gouverneur in dänischen Diensten; starb in Lieberose
- Carl Heinrich August von Lindenau (1755–1842), Generalleutnant und Reisestallmeister des Königs Friedrich Wilhelm II. von Preußen; begraben in Lieberose
- Albrecht von der Schulenburg (1801–1869), Standesherr der Herrschaft Lieberose und Mitglied des Preußischen Herrenhauses
- Oswald Reinhardt (1816–1876), Pfarrer und geistlicher Dichter; wirkte als Rektor in Lieberose[25]
- Cyrus von Schmeling (1819–1902), preußischer Generalmajor und Kommandeur der 4. Infanterie-Brigade; starb in Lieberose
- Emil Oskar Schulz (1846–1927), Brauereigutsbesitzer, Stadtrat in Cottbus; besuchte die Schule in Lieberose
- Robert Bernhard (1862–1943), Forstwissenschaftler, Forstverwalter in Lieberose
- Emil Fleischer (1881–1959) und Tochter Gabriele Fleischer (1925–2003), Gerechte unter den Völkern; retteten in Hollbrunn zwei Frauen[26]
- Rudolf Weiss (1899–1945), Politiker (NSDAP), Mitglied des Reichstages, SS- und Polizeiführer (SSPF); starb in Lieberose
- Alfred Jank (* 1929), Zeitzeuge der sowjetischen NKWD-Speziallager; Lehre als Maschinenschlosser in Lieberose
- Hans-Wilhelm Ebeling (1934–2021), Minister für wirtschaftliche Zusammenarbeit der DDR im Kabinett von Lothar de Maizière; war Pfarrer in Lieberose
- Herbert Schirmer (* 1945), Minister für Kultur der DDR im Kabinett von Lothar de Maizière; lebt in Lieberose